# FF Jaro
FF Jaro este un club de fotbal din Jakobstad, Finlanda.Echipa susține meciurile de acasă pe Centralplan cu o capacitate de 5.000 de locuri.